# Pantherophis
Pantherophis är ett släkte av ormar. Pantherophis ingår i familjen snokar.
Arterna är med en längd av 150 till 300 cm medelstora till stora ormar. De förekommer i Nordamerika (inklusive Mexiko) och vistas i varierande habitat, till exempel skogar, träskmarker, prärien och öknar. Individerna jagar gnagare och andra små däggdjur. Honor lägger ägg.
Några arter är mångfärgade och de hölls gärna som terrariedjur.
Arter enligt Catalogue of Life:
- Pantherophis bairdi
- Pantherophis emoryi
- Pantherophis flavirufus
- Pantherophis gloydi
- Pantherophis guttatus
- Pantherophis obsoletus
- Pantherophis vulpinus

The Reptile Database listar dessutom:
- Pantherophis alleghaniensis
- Pantherophis ramspotti
- Pantherophis slowinskii
- Pantherophis spiloides